# お笑いタッグマッチ
『お笑いタッグマッチ』（おわらいタッグマッチ）は、1959年3月12日から1967年4月28日までフジテレビで放送されていた演芸番組である。

## 概要
開局11日後にスタートしたフジテレビ草創期の番組で、8年あまりにわたって放送。当時有楽町1丁目にあった東京ヴィデオ・ホール（旧・蚕糸会館6階）からの生放送で、落語家の春風亭柳昇が司会を務めていた。
番組は柳昇のトロンボーンの演奏から始まり、6人の落語家が3人ずつ紅白に分かれて座っていた。そして毎回2人のゲストが登場し、彼らが歌を披露した後、その歌の歌詞を書いたボードが出され、柳昇がその歌詞の中から3箇所線を引いて印を付け、出場者はその一部を題材にしたストーリーを作り、次の人に渡していた（いわゆる「お題拝借」。ただし、発言権を持つのは人形を置かれた者のみ）。そして相手チームは、ストーリーの中に矛盾した点があれば即座にそれを指摘して攻撃するという、「落語裁判」の変形的な番組だった。話を組み立てる一方で、その話を壊していくという切羽詰った面白さが受け、最高視聴率は29.1%を記録した。
上記のような、大喜利要素の企画を初めてテレビに持ち込んだ番組とされる。
番組の終了後、柳昇をはじめとする一部の出演者は金曜昼の番組『お笑い世論調査』にも引き続き出演した。また、1968年4月にスタートした平日昼の帯番組『お昼のゴールデンショー』にも、金曜のメイン企画として柳昇がコーナー司会を務める大喜利コーナーがあり、1970年まで放送された。

## 放送時間
いずれも日本標準時。
- 木曜 12:15 - 12:45 （1959年3月12日 - 1959年5月28日）
- 火曜 12:15 - 12:45 （1959年6月16日 - 1959年6月30日）
- 金曜 12:15 - 12:45 （1959年7月17日 - 1967年4月28日）

## 出演者

### 司会
- 春風亭柳昇

### その他の主な出演者
- 三笑亭夢楽
- 二代目桂伸治
- 四代目三遊亭小圓馬
- 初代金原亭馬の助
- 四代目柳家小せん
- 四代目春風亭柳好ほか

## 提供
スポンサーは時期によって異なり、三立製菓の一社提供の時もあれば、丸美屋食品工業の一社提供の時もあった。丸美屋の提供時代には、出演者のやりとりの中に「のりたま」など丸美屋推奨の言葉が再三飛び出し、CM以外でも効果を上げた。